# Rochebrune (Hautes-Alpes)
Rochebrune ist eine französische Gemeinde im Département Hautes-Alpes in der Region Provence-Alpes-Côte d’Azur. Sie gehört zum Arrondissement Gap und zum Kanton Chorges.

## Geografie
Im Norden wird Rochebrune vom Fluss Durance tangiert. Parallel zum natürlichen Fließgewässer verläuft der Canal de Curban, der bei einem Bach namens Torrent de Clapouse beginnt und nach Osten zu einem der drei Seen Lac du plan d’eau führt.
Die angrenzenden Gemeinden sind Remollon, Théus und Espinasses im Norden, Rousset-Serre-Ponçon (Berührungspunkt) im Nordosten, Ubaye-Serre-Ponçon im Osten, Bréziers im Süden, Bellaffaire und Gigors im Südwesten sowie Piégut im Westen.

## Bevölkerungsentwicklung
| Jahr      | 1962 | 1968 | 1975 | 1982 | 1990 | 1999 | 2008 | 2018 |
| --------- | ---- | ---- | ---- | ---- | ---- | ---- | ---- | ---- |
| Einwohner | 134  | 78   | 94   | 106  | 99   | 128  | 148  | 173  |

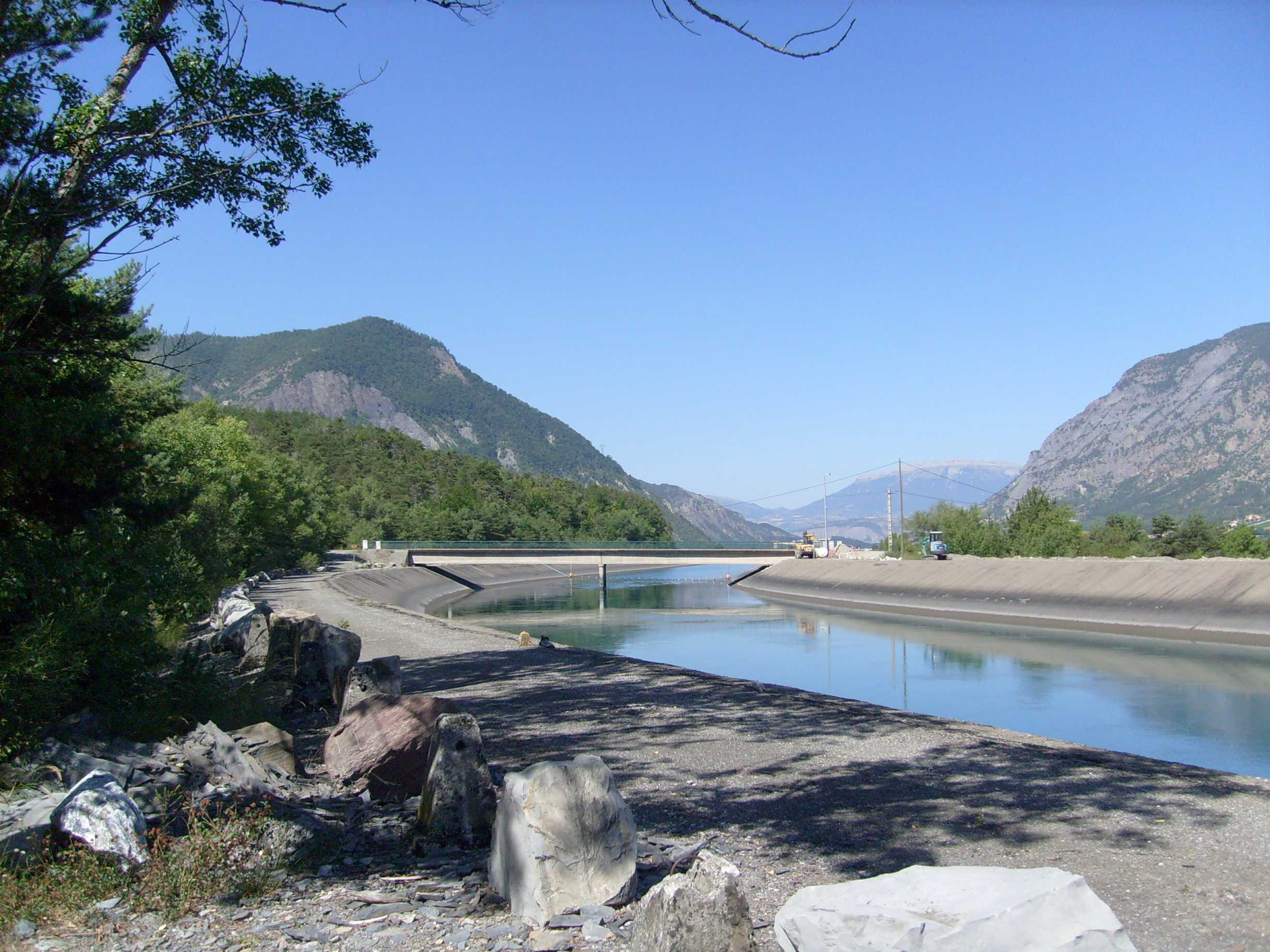
Canal de Curban
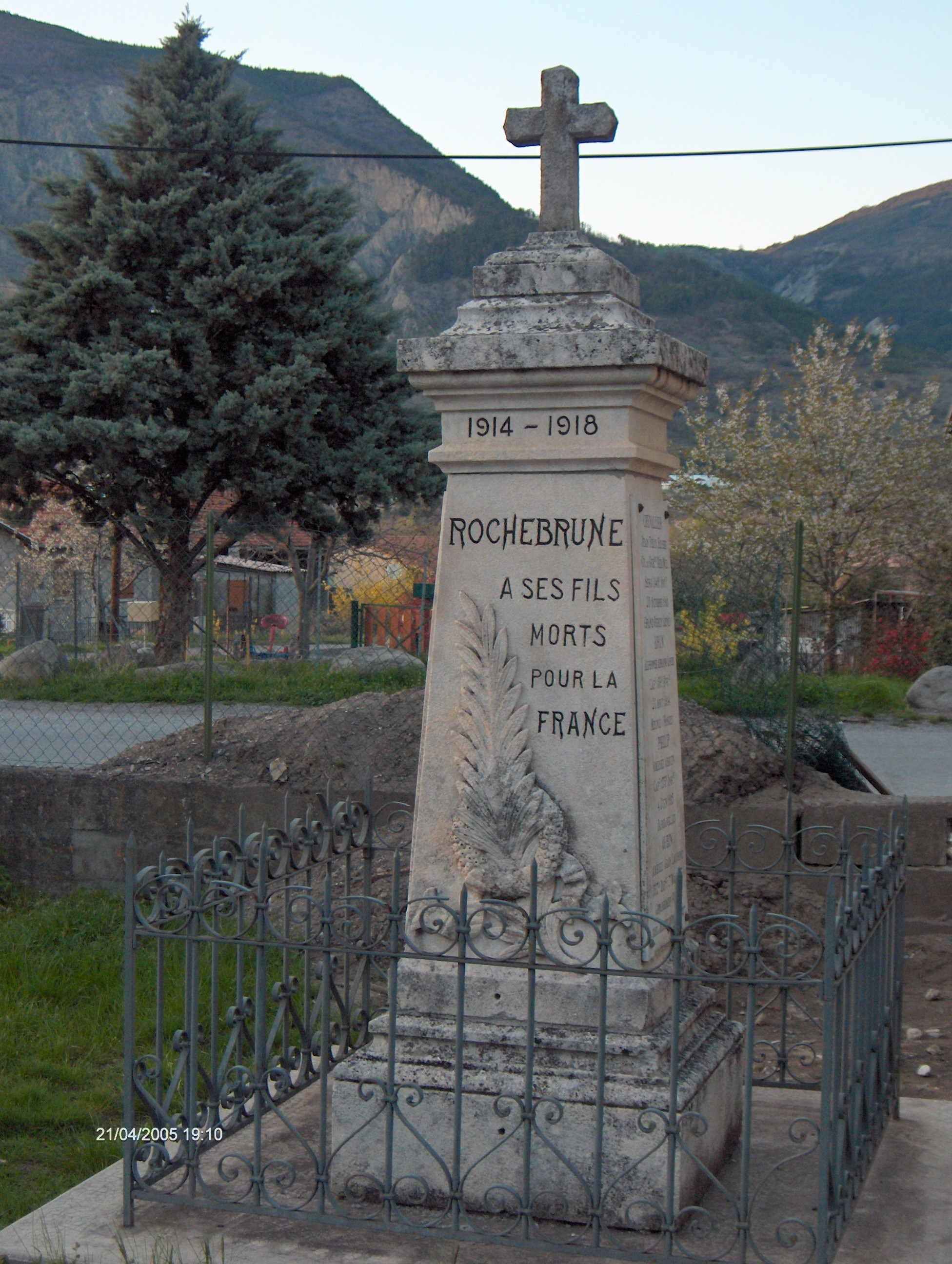
Kriegerdenkmal
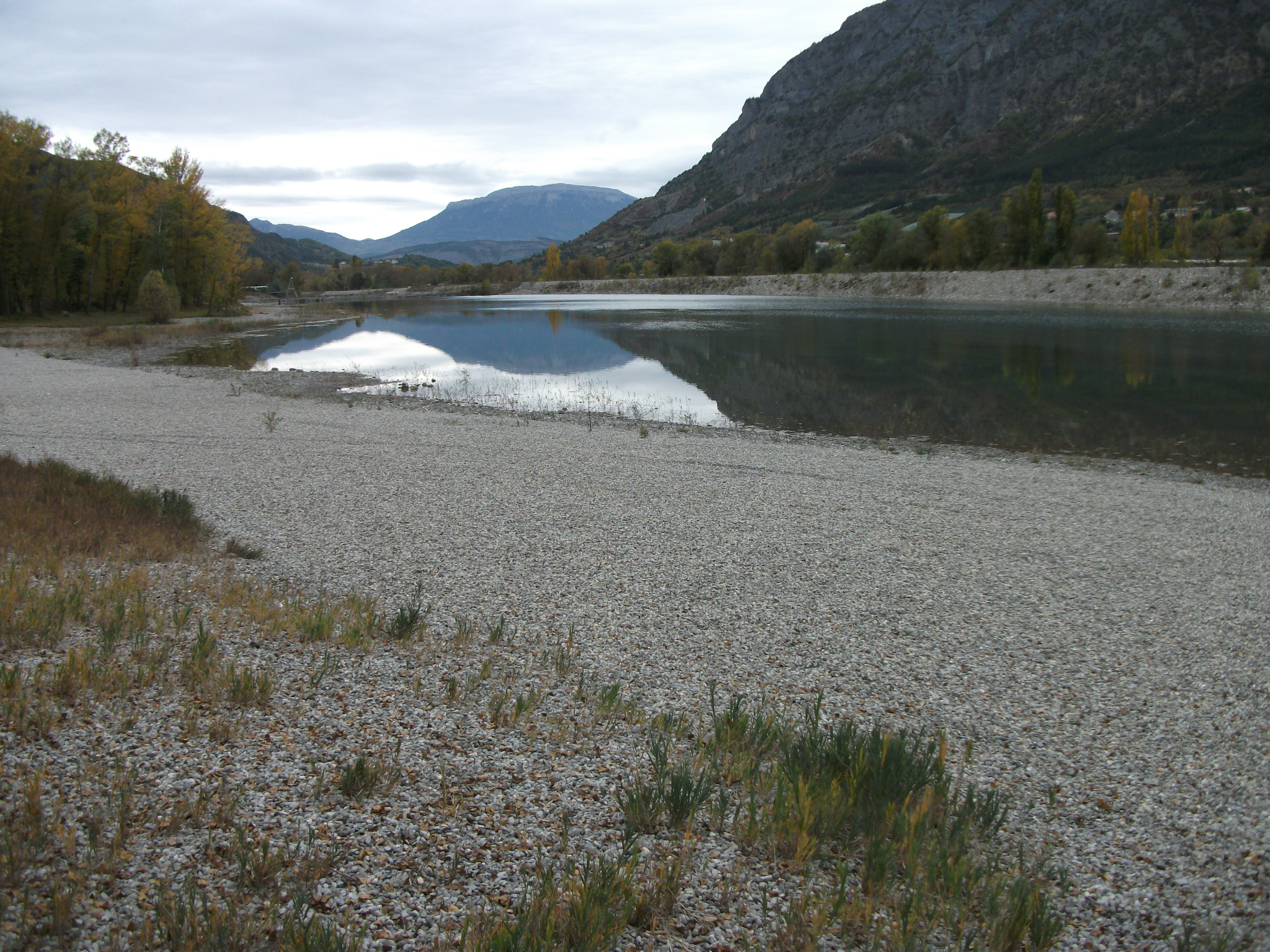
See Nr. 1 des Plan d’eau les 3 Lacs